# História da animação em Portugal

## História
O primeiro filme de animação português foi "O Pesadelo do António Maria" (1923), realizado por Joaquim Guerreiro. Este filme é sobre o então presidente do ministério, António Maria da Silva. O filme original está considerado perdido, porém foi possível reconstrui-lo a partir dos desenhos originais, com a produção e realização de Paulo Cambraia, e apresentado publicamente no festival de cinema de animação portuguesa Cinanima, em 2001.
Outro filme de animação reconhecido como um dos primeiros feitos em Portugal foi A Lenda de Miragaia (1931), de António Cunhal e Raul Faria da Fonseca. Os autores inspiraram-se na técnica de recorte de silhuetas utilizada por Lotte (Charlotte) Reiniger alguns anos antes (1926) em Die Abenteuer des Prinzen Achmed (As Aventuras do Principe Achmed), cuja narrativa era inspirada na história das Mil e Uma Noites. Os jovens cineastas teriam visto o filme de Reiniger, uma longa-metragem, e ter-se-iam inspirado nele para desenvolver a sua curta-metragem. A obra abordava a origem do nome do bairro portuense de Miragaia, local de onde se poderia avistar o castelo de Gaia, actualmente inexistente. De acordo com as publicações de antigos directores da Cinemateca Portuguesa - Félix Ribeiro, Luís de Pina e João Benard da Costa - não sobreviveu nenhuma cópia do filme, nem nenhum negativo a partir do qual se pudesse tirar um positivo, sendo por isso mais um missing film da história do cinema português. Félix Ribeiro explica que a enorme quantidade de filmes portugueses perdidos, nomeadamente do período do mudo, se deve ao facto de quase todas as fitas de não ficção, isto é, de carácter documental, terem sido vendidos durante a Segunda Guerra Mundial às potências, quer de um lado, quer do outro do conflito, para ser extraída a prata que incluía a emulsão da película. Não se sabe se foi o caso com A Lenda de Miragaia, uma vez que é desconhecido se o filme faria parte de espólio pessoal ou de uma empresa produtora. 

### Entrada da RTP
A partir dos anos 50, a RTP inicia a atividade e tiveram a ideia investir parte do lucro para a produção de algumas séries de animação. O primeiro foi A Licas e o Zé, que foi emitida na televisão no final dos anos 50. Porém, a qualidade da animação era inferior à que o estrangeiro já possuia na altura (muito por culpa da falta de avanço tecnológico e a escassa rentabilidade económica). Assim, nas décadas de 60 e 70, o canal estatal passou a produzir desenhos animados para reclames de publicidade. Já as séries de animação passaram a ser adquiridas pelo estrangeiro e a dobrar para português as mais infantis. Entretanto, no ano de 1988, a RTP recomeçou o investimento em séries de animação, financiado com a Topefilme e a Telecine a produção da série animada do Romance da Raposa.  Esse desenho animado superou a qualidade da Licas e o Zé, E além de ter sido um enorme sucesso, foi também um grande passo para animação infantil na televisão em Portugal. 

### Atualidade
Mais recentemente, a animação portuguesa produziu a sua primeira longa-metragem, trata-se de "Até ao Tecto do Mundo". Produzida pelo Cine-Clube de Avanca, esta película teve uma versão exibida na abertura do festival CINANIMA de 2006 e posteriormente em 2008 foi exibida e premiada em vários festivais dos cinco continentes.
A curta-metragem, "Ice Merchants" (2022), escrita e realizada por João Gonzalez, foi a primeira animação portuguesa a ser premiada no Festival de Cinema de Cannes, onde estreou no âmbito da Semana Internacional da Crítica de 2022 (Semaine de la Critique). O filme recebeu vários prémios e menções especiais e mais de 90 seleções oficiais em festivais de todo o mundo, sendo um recorde para o cinema português. Além disso, em 2023, foi nomeado para o Óscar de Melhor Curta-Metragem de Animação, tornando-se no primeiro filme de produção portuguesa a integrar os nomeados para o Óscar. Estreou nos cinemas portugueses em 16 de fevereiro de 2023.